# Strada Sforii
Strada Sforii este o stradă pietonală din Centrul istoric al Brașovului (Cetatea), care face legătura între străzile Cerbului și Poarta Șchei.

## Istoric
Existența străzii este atestată în documentele din secolul al XVII-lea ca un simplu coridor, pentru a ajuta munca pompierilor. Lățimea Străzii Sforii variază între 1,11 și 1,35 m, ceea ce îi conferă titlul de cea mai îngustă stradă a municipiului Brașov.
Strada Sforii, cu o lungime de 80 metri, reflectă tendințele de urbanizare a Brașovului medieval. Strada delimita la origine spațiul dintre două „decurii”, care semnifică grupuri de câte zece case, specifice sistemului urbanistic medieval implementat în interiorul cetății. Legenda străzii spune că aceasta era unul dintre locurile preferate ale îndragosțitilor din perioada medievală.
Strada Sforii este cea de a treia cea mai îngustă stradă a Europei (după Spreuerhofstraße din Reutlingen, Germania care are o lățime cuprinsă între 31 și 50 cm și Parliament Street din Exeter, comitatul Devon, Anglia cu o lățime aproximativă de 122 cm).
Strada Sforii a fost restaurată, marcată și iluminată în anul 2003, pentru a fi redată în condiții cât mai bune circuitului turistic. A fost schimbat pavajul străzii și s-au refăcut pereții clădirilor. Strada și-a recăpătat farmecul de odinioară și datorită felinarelor care arată exact ca cele de acum 100 de ani, construite după modelul celor existente la muzeu, singura diferență fiind aceea că cele de astăzi nu mai funcționează cu gaz.

## Galerie foto

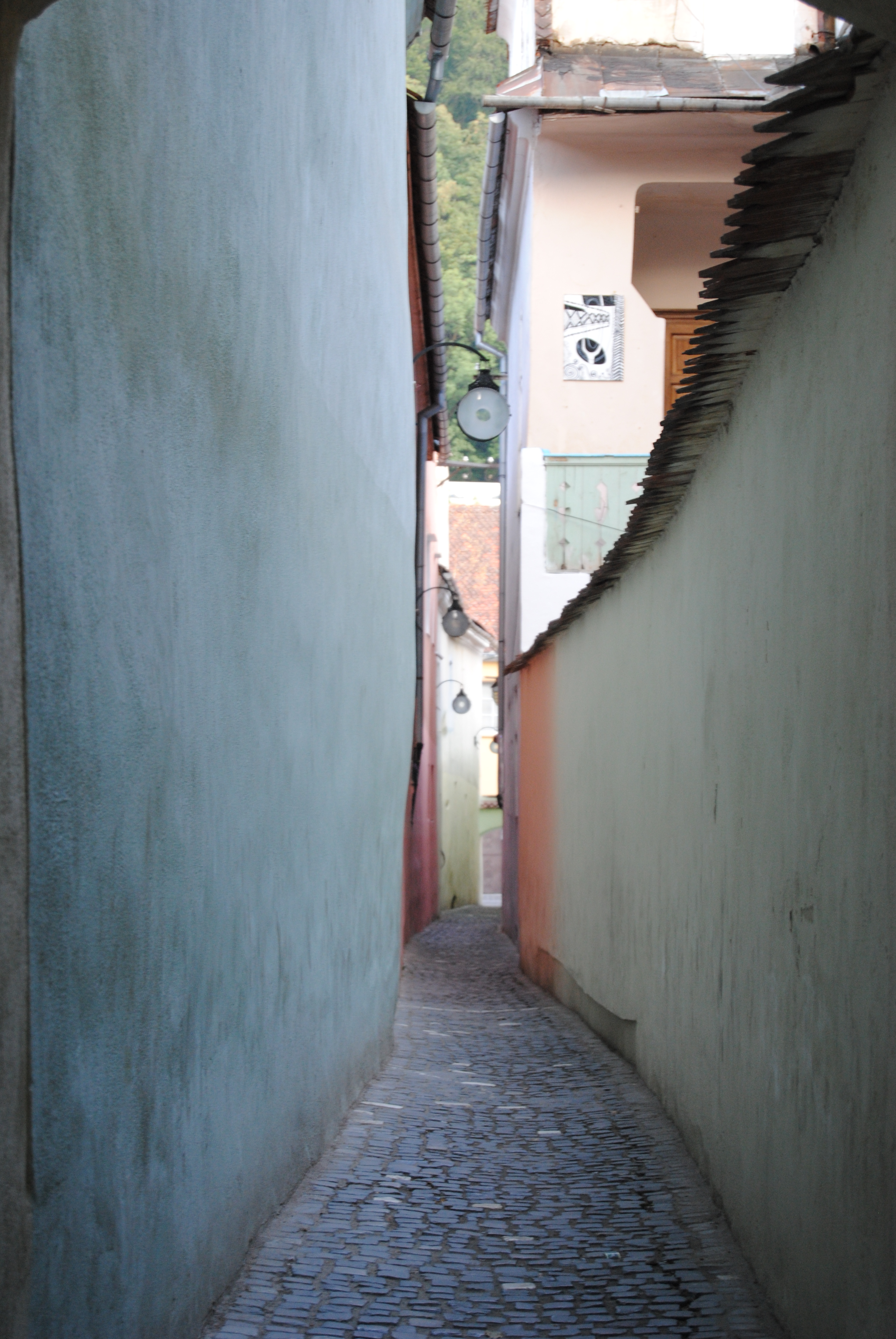
Strada Sforii
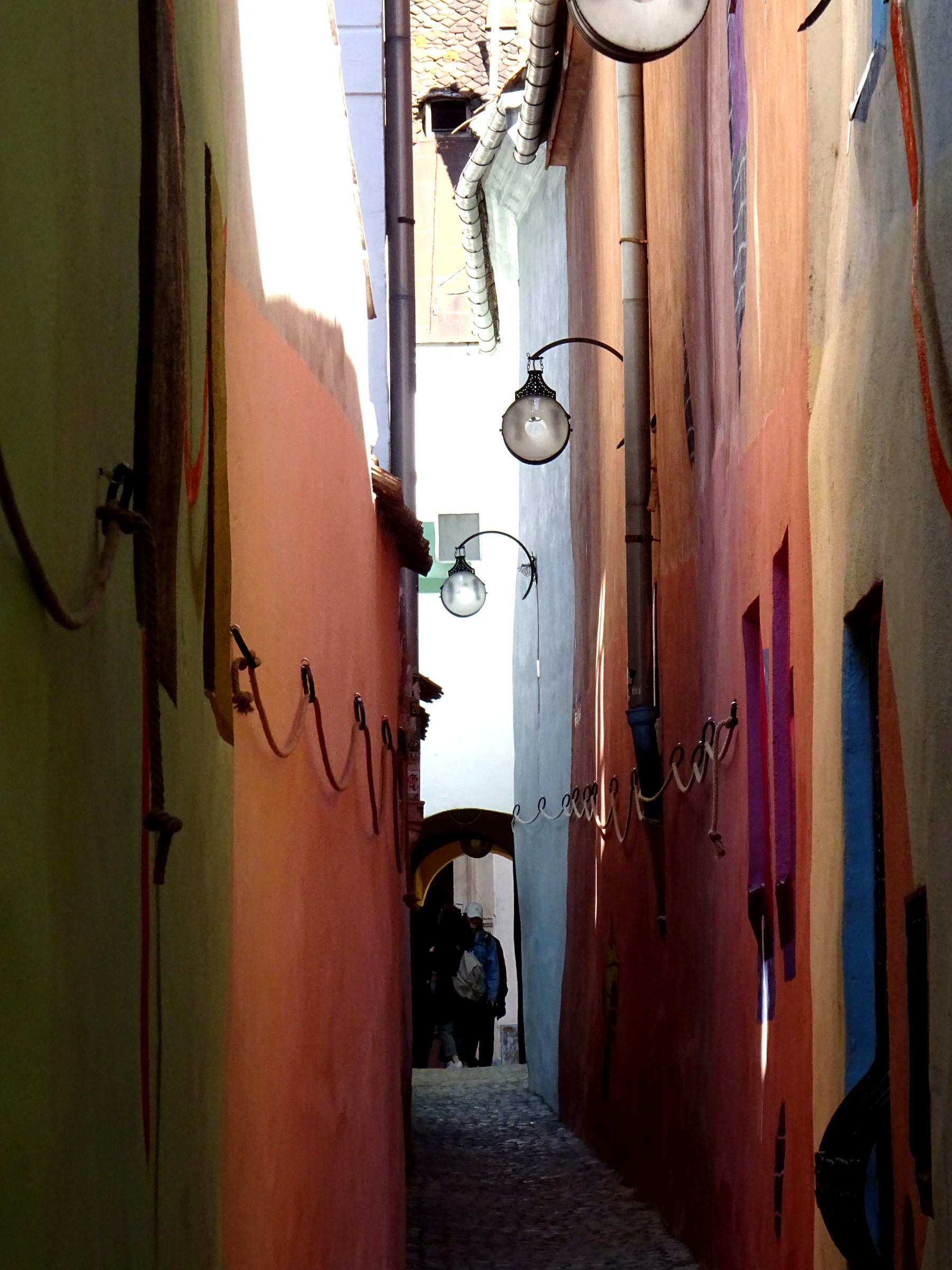
Strada Sforii
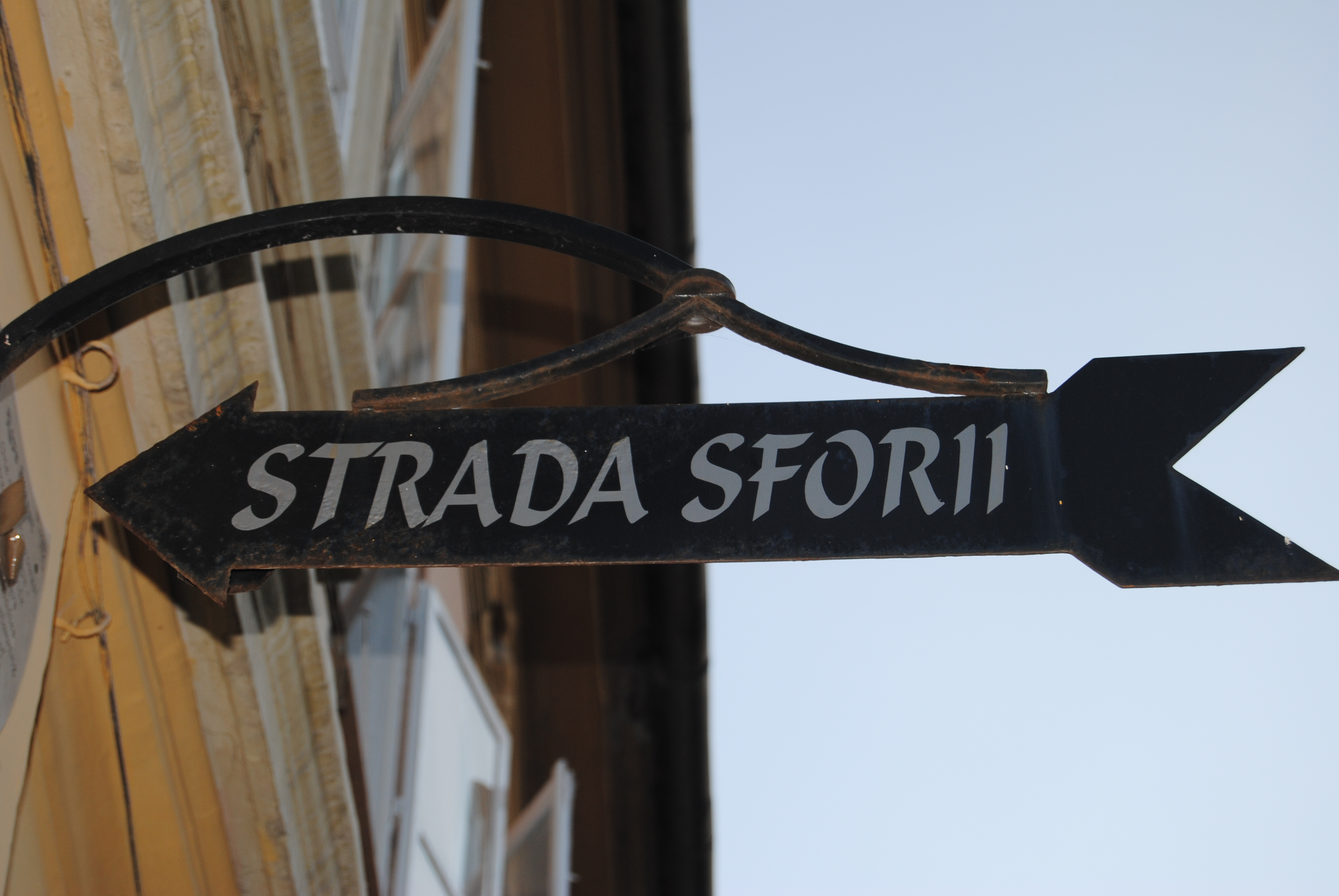
Indicatorul străzii
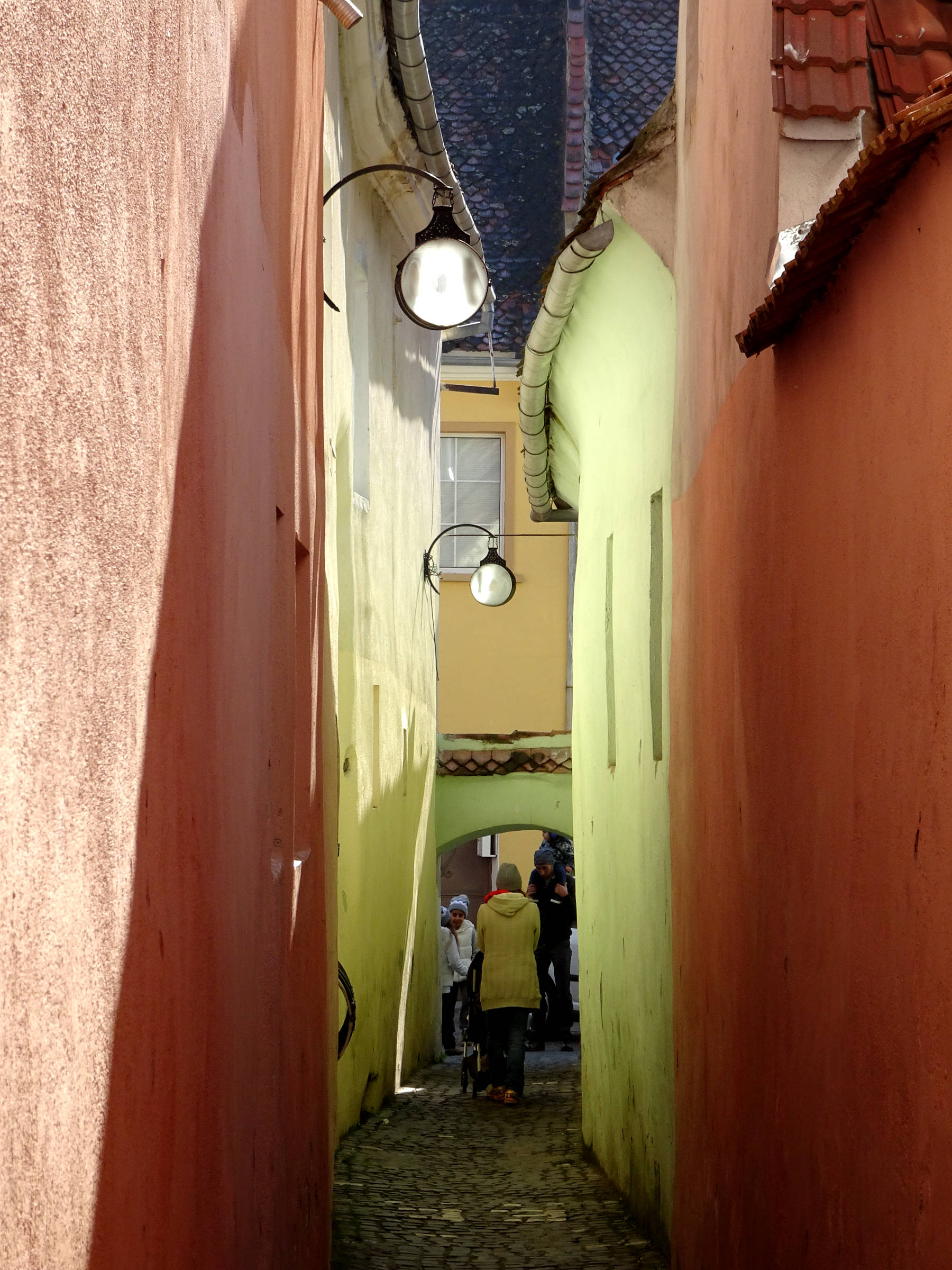
Strada Sforii noaptea
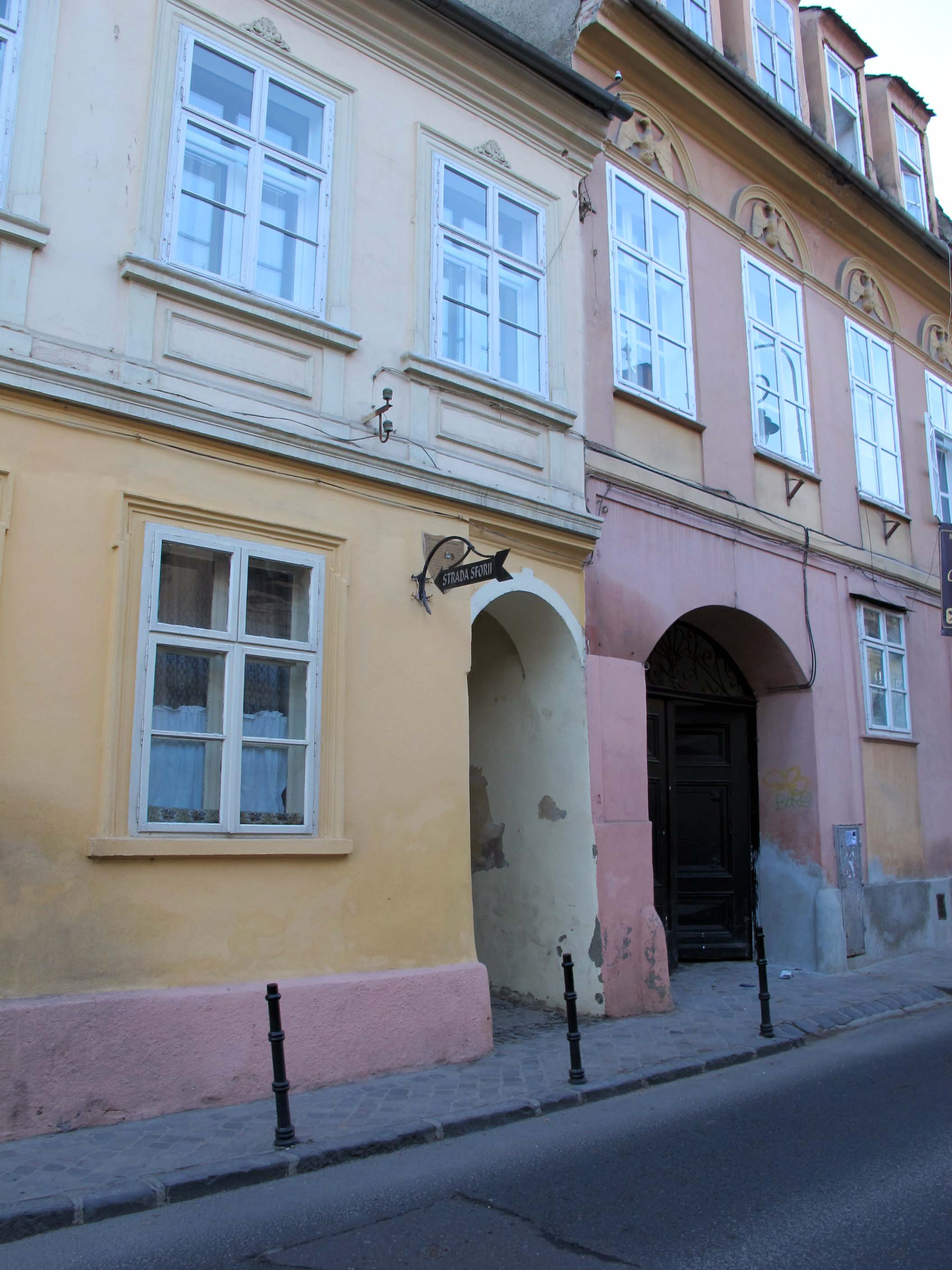
Strada Sforii - intrarea